# Phare de Poe Reef

Le phare de Poe Reef (en anglais : Poe Reef Light), est un phare du lac Huron, situé à l'extrémité est du chenal sud entre l'île Bois Blanc et le continent à environ 10 km à l'est de Cheboygan, dans le Comté de Cheboygan, Michigan. 
Ce phare est inscrit au Registre national des lieux historiques depuis le 6 septembre 2005 sous le n° 05000985 .

## Historique
De nombreuses tentatives ont été faites pour positionner un bateau-phare pour marquer les hauts-fonds du chenal. Quatre navires-phares différents y ont servi à partir de 1893. 

### Construction et exploitation du phare
La décision a été prise en 1926, par l'United States Lighthouse Service, de construire une lumière permanente ici. Le phare a été mis en service en 1928 et il est l'un des nombreux qui marquent le passage à travers le canal sud, avec le phare de Fourteen Foot Shoal. Il fait partie de ce qui est devenu un complexe de 14 feux de récif dans les eaux du Michigan, qui était destiné à aider les navires à naviguer à travers et autour des hauts-fonds et des dangers des Grands Lacs. 
Le phare de Poe Reef marque le côté nord du chenal sud du détroit de Mackinac, tandis que le phare de Fourteen Foot Shoal marque le côté sud du chenal. La plupart des voiliers utilisaient le chenal du côté nord de l'île de Bois Blanc, mais la croissance du trafic des bateaux à vapeur a accru l'utilisation du chenal sud.
Le phare partage des conceptions identiques que le phare de Martin Reef (tout blanc, mais avec des fenêtres différentes au quatrième étage), qui a été érigé en 1927 par la même équipe de construction. Le phare de Poe Reef a été à l'origine peint tout blanc, ce qui a parfois confondu les marins parce qu'ils partageaient les couleurs et une conception structurelle commune. Ainsi, il a été décidé de peindre Poe Reef avec des liserés contrastés. 
La station Poe Reef a été conçue de manière que l'équipage sur place puisse également utiliser à distance le phare de Fourteen Foot Shoal. Par la suite, les deux lumières ont été entièrement automatisées. La corne de brume du diaphone de Poe Reef est toujours en service. Le phare porte le nom de l'ingénieur militaire Orlando Metcalfe Poe.

## Description
Le phare actuel  est une tour carrée en béton armé, avec galerie et lanterne, au-dessus d'une maison de gardien de trois étages de 17 m de haut, montée sur un berceau en béton. La tourelle est peinte en noir avec une large bande blanche englobant deux étages.
Son feu isophase émet, à une hauteur focale de 22 m, un flash flash d'une seconde par période de 2 secondes. Sa portée est de 9 milles nautiques (environ 17 km). Il est équipé d'une corne de brume émettant un souffle de deux secondes par période de 30 secondes, au besoin. Il est aussi équipé d'un radar Racon émettant la lettre Z en morse.

## Caractéristiques dufeu maritime
Fréquence : 2 secondes (W)
- Lumière : 1 seconde
- Obscurité : 1 seconde

Identifiant  : ARLHS : USA-610 ; USCG :  7-11750 .

### Lien connexe
- Liste des phares au Michigan